# الأسود بن عمرو بن كلثوم
الأسود بن عمرو بن كلثوم سَيِد بني تغلب وفَارِساً وشَاعر وشَريِفاً من شعراء العصر الجاهلي عصر ما قبل الإسلام وهَو ابن شاعر المعلقة عمرو بن كلثوم ابن ليلى بنتُ المهلهل عدي بن ربيعة أخو أم الأغر بنت ربيعة التغلبية وكليب بن ربيعة ملِك معد.

## نسبه
- هو: الأسود عمرو بن كلثوم بن مالك بن عتّاب بن سعد بن زهير بن جشم بن بكر بن حبيب بن عمرو بن غنم بن تغلب بن وائل بن قاسط بن هنب بن أفصى بن دعمي بن جديلة بن أسد بن ربيعة بن نزار بن معد بن عدنان، التغلبي، وبالأسود كني عمرو بن كلثوم، فقيل أبو الأسود.[3]

## حياته
كَانَ سَيِد قَومه كَما كان أبيه وبلغ من العز مَبلغاً دَفع النعمان بن المنذر لأن يَبعث إليهِ بجباء كَتِلكَ التي يُرسلها لأبيهِ عمرو بن كلثوم.
وكانَ شاعِراً مُحسناً وقالَ حيِنمَا مَاتَ أبيِهِ:
وقال عن حرب البسوس:
ويَقَوُلُ أيضاً: